# Podolský potok (Moravice)
Der Podolský potok (deutsch Podolskybach, früher auch Podelskybach) ist ein rechter Nebenfluss der Moravice (Mohra) in Tschechien.

## Verlauf
Die Podolský potok entspringt im südlichen Teil des Hauptkammes des Altvatergebirges in einem Kessel zwischen der Břidličná hora (1359 m) und Jelenka (1205 m). Der Bachlauf führt westlich der ehemaligen Chata Alfrédka durch das tiefe bewaldete Tal Žďárský žleb über mehrere Kaskaden und Wasserfälle nach Süden. Zwischen dem Kamenec (1022 m) und dem Ostrý (941 m) wendet sich der Bach nach Südosten und fließt nachfolgend durch das Niedere Gesenke. Entlang des Podolský potok liegen die Ortschaften Žďárský Potok, Stará Ves, Janovice, Janušov, Edrovice und Rýmařov. Danach fließt der Bach über Jamartice in östliche Richtungen und mündet schließlich nach 21,3 Kilometern oberhalb von Velká Štáhle in die Moravice.
Ab Rýmařov führt entlang des Flusses die Eisenbahnstrecke Bruntál–Rýmařov.

## Zuflüsse
- Žlutý potok (r), an der Chata Hubert aus dem Hochmoor Skřítek
- Slatinný potok (r), Žďárský Potok
- Stříbrný potok (l), Žďárský Potok
- Staroveský potok (l), Stará Ves
- Růžový potok (l), Janovice
- Janovický potok (r), Janovice
- Novopolský potok (r), Rýmařov
- Mudlový potok (l), Rýmařov
- Lučina (l), unterhalb Rýmařov